# Monestir de Vrontesios
El monestir de Vrontesios o Vrondessios és un monestir de Creta (Grècia) al sud-oest de Càndia, a la província de Kainourion, a les estivacions del Mont Psiloritis, que va ser fundat vers el 1400, i fou un dels més importants centres espirituals de l'illa al segle xvi. Fou el centre de la revolució de 1866 contra els otomans, i com a resultat va resultar severament damnat. El Katholikon es compon de dues esglésies aïllades dedicades a Sant Antoni i a l'apòstol Tomàs; l'ala nord del monestir és posterior a la resta. Els frescos que decoren les esglésies són del segle xv, i té també nombroses icones portàtils del pintor Angelos (Angelou). A l'entrada hi ha una font monumental del segle xv. Darrerament s'han fet alguns treballs de restauració al Katholikon i als frescs.